# Челюстниця
Че́люстниця (болг. Челюстница) — село в Монтанській області Болгарії. Входить до складу общини Чипровці.

## Населення
За даними перепису населення 2011 року у селі проживали 78 осіб, усі — болгари.
Розподіл населення за віком у 2011 році:
Динаміка населення: